# Мальтійський хрест
Маль́тійський хре́ст — восьмикутний хрест лицарсько-чернечого ордену госпітальєрів, що володів Мальтою. Походить від зірки Соломона, або від герба італійського міста Амальфі, вихідці з якого були засновниками єрусалимського госпіталю, що дав початок ордену.

## Прапор Амальфі
У XIII столітті при магістрові Раймунді де Пюї орден став вселенським, як сама церква, розділеним на вісім (універсальне число напрямків простору) «мов», що представляють головні держави феодальної Європи. Назва «госпітальєри св. Іоанна» лицарі зберегли, так само як і червону мантію з вишитим білим шовком восьмикутним хрестом — символом цнотливості і восьми лицарських чеснот.
Лицарські чесноти —
- віра
- милосердя
- правда
- справедливість
- безгрішність
- смиренність
- щирість
- терпіння

Чотири напрямки хреста говорили про головні
християнські чесноти —
- розсудливість
- справедливість
- сила духу
- стриманість

Орденська печатка зображала біблійного хворого на ложі з таким же хрестом в головах і світильником у ногах.
Іноді називається хрестом Святого Іоанна Єрусалимського, або Георгіївським хрестом. Символом лицарів Мальтійського ордену став білий восьмикутний хрест, вісім кінців якого позначали вісім блаженств, які очікують праведника в потойбічному світі. Зараз цим хрестом користуються санітарні бригади святого Іоанна (Англія).

## Герби в Росії
Мальтійський хрест, як символ ордену святого Іоанна, ненадовго був включений до складу повного герба Російської імперії імператором Павлом I. У тексті «Маніфесту про повний герб Всеросійської імперії», затвердженого імператором 16 грудня 1800 р. говорилося: «Сприйняли Титул Великого Магістра Державного Ордену Святого Іоанна Єрусалимського, з'єднали Ми і Хрест Орденський з Гербом Нашим». Однак, цей Маніфест не був надрукований, а після смерті Павла I, Олександр I указом від 26 квітня 1801 р. повелів вживати Державний герб без хреста Іоанна Єрусалимського.
Мальтійський хрест з'явився також в деяких російських дворянських гербах: князів Аргутінскіх-Долгоруких, баронів Вельго (Вельо), графів Орлови-Денісови, графів Голеніщеви-Кутузови-Толсті.
У сучасній російській геральдиці мальтійський хрест, з'явившись в правління Павла I, залишився в гербах передмість Санкт-Петербурга Павловська і Гатчини.

## Галерея

Різновид мальтійського хреста
Різновид мальтійського хреста
Амальфі
Вейгерово
Гатчина

### Португальська геральдика

Гавіан
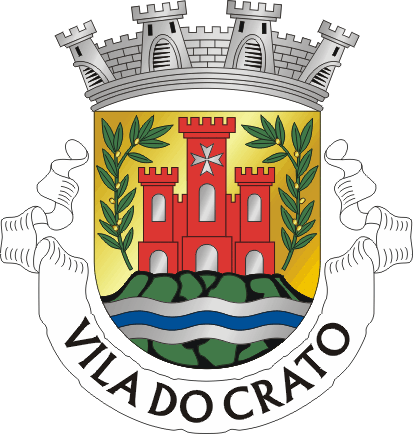
Крату
Мая
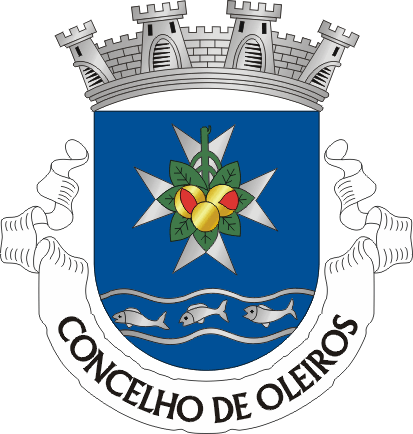
Олейруш
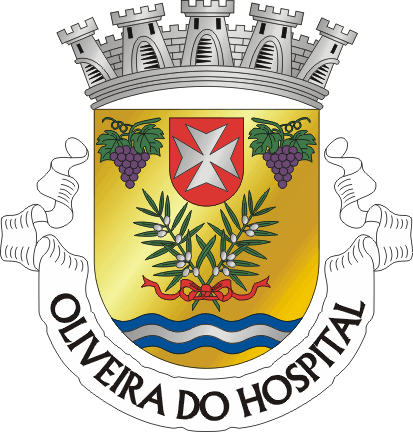
Олівейра-ду-Ошпітал
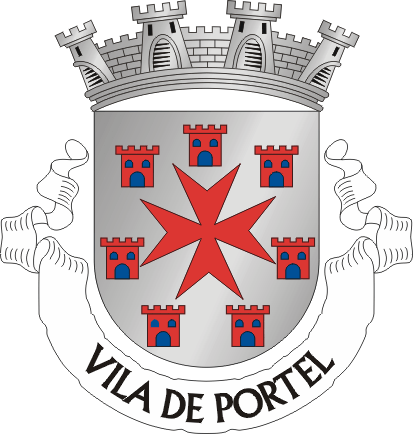
Портел
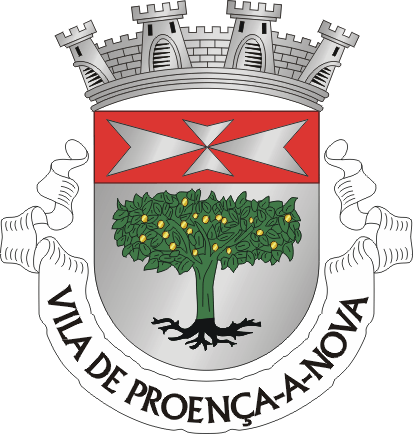
Пруенса-а-Нова
Сернансельє
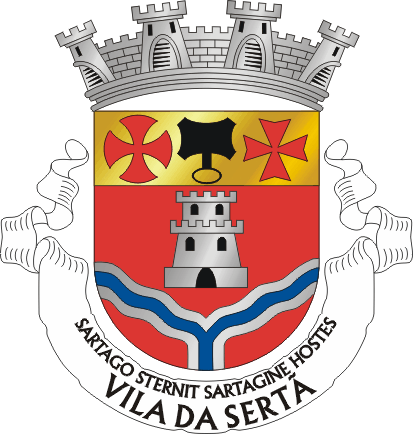
Сертан

### Україна

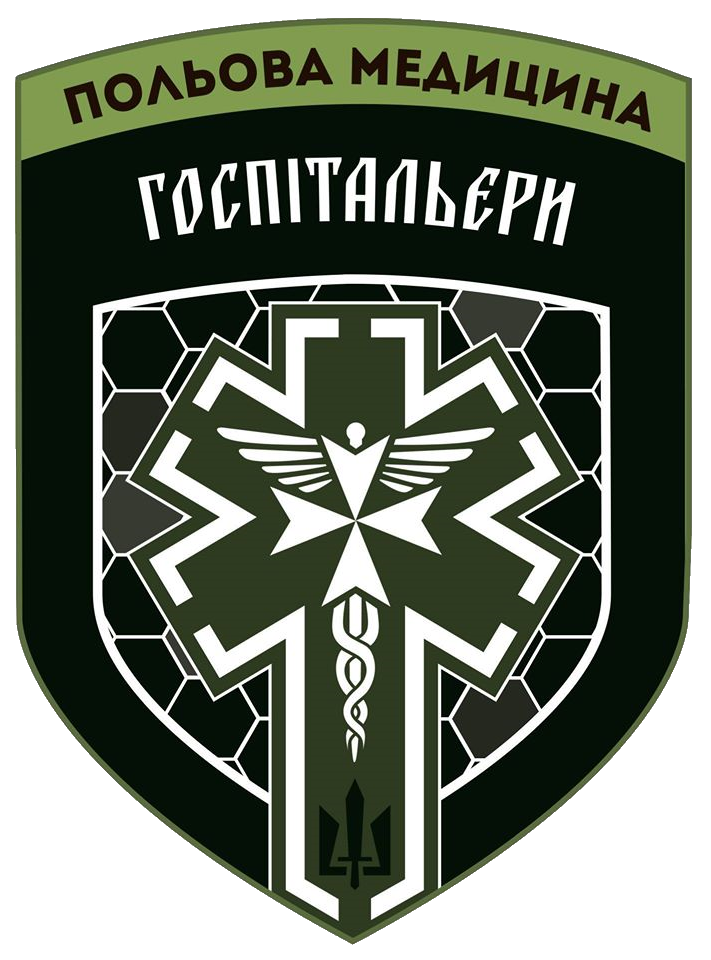
Медичний батальйон «Госпітальєри»